# Matrika Prasad Koirala

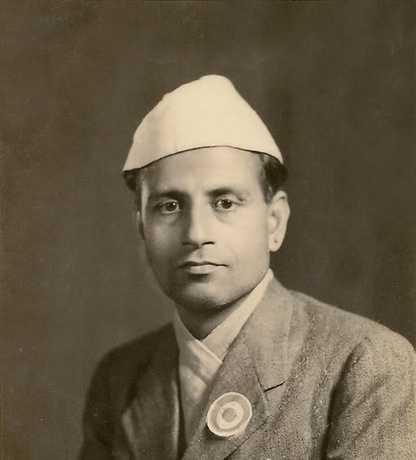
Matrika Prasad Koirala

Matrika Prasad Koirala (Nepali मातृका प्रसाद कोइराला; * 1. Januar 1912 in Benares, Indien; † 11. September 1997 in Kathmandu) war ein nepalesischer Politiker und Bruder der nepalesischen Premierminister Bishweshwar Prasad Koirala und Girija Prasad Koirala.

## Leben
Ähnlich wie seine Brüder begann Koirala seine politische Laufbahn in der Indischen Kongresspartei; 1930 war er als Unabhängigkeitskämpfer zeitweise in Haft. In Nepal führte er von 1950 bis 1952 die von seinem Bruder Bishweshwar gegründete Nepalesische Kongresspartei.
Im November 1951 wurde Koirala Premierminister, als erster nach dem Ende der von ihm bekämpften Rana-Herrschaft, und übernahm (bis 1952) zugleich das Amt des Außenministers. Von Juni 1953 bis April 1955 amtierte Koirala erneut als Regierungschef.
1953 gründete er die Janata-Partei (Rastriya Janata Parishad), deren Vorsitzender er bis zu seinem Tode 1997 blieb.
| Personendaten    | Personendaten                                     |
| ---------------- | ------------------------------------------------- |
| NAME             | Koirala, Matrika Prasad                           |
| ALTERNATIVNAMEN  | मातृका प्रसाद कोइराला (Nepali)                            |
| KURZBESCHREIBUNG | nepalesischer Politiker, Ministerpräsident Nepals |
| GEBURTSDATUM     | 1. Januar 1912                                    |
| GEBURTSORT       | Benares, Indien                                   |
| STERBEDATUM      | 11. September 1997                                |
| STERBEORT        | Kathmandu, Nepal                                  |